# Fazekas György (festő)
Fazekas György (Hódmezővásárhely, 1948. április 22. – 2018. november 5.) magyar festő- és fotóművész.

## Életpályája
1973–1978 között a Magyar Képzőművészeti Főiskola hallgatója volt, ahol Kokas Ignác oktatta.

### Munkássága
Az 1970-es évektől ironikus akciókkal, előadásokkal jelentkezett. Akcióival magát a műfajt is megkérdőjelezte: kísérletet tett annak egyéni irányban történő továbbfejlesztésére. Alkalmanként a fotómontázs techikáját is felhasználta műveiben (Bian Co Vasárnap, Egyenes/Vakrepülés). Néha a természet egy-egy helyén (pl.: erdőben) elhelyezkedő tereptárgyakat, fákat használta fel alkotásaiban. Ekkor a köveken, fákon rögzített jelzéseivel helyezte meglepő kontextusba a kiválasztott helyszínt.

## Előadásai
- 1979 Budaörs
- 1980, 1983 Budapest